# David Lichtenhahn
David Lichtenhahn (* ca. 1657 in Schneeberg (Erzgebirgskreis); † 10. Mai 1733, Ort unbekannt) war ein deutscher Arzt, fürstlich-sächsischer Merseburgischer Leibarzt und Mitglied der Gelehrtenakademie „Leopoldina“.
David Lichtenhahn immatrikulierte sich im Jahr 1671 an der Universität Leipzig. Er wirkte in Merseburg, Delitzsch und Bitterfeld. Er war ab dem Jahr 1699 Fürstlich-Sächsischer Merseburgischer Leibarzt.
Sein Sohn, Christian August Lichtenhahn, wurde in Bitterfeld geboren. Er studierte Medizin in Halle an der Saale und wurde ebenfalls Arzt.
Am 26. November 1699 wurde David Lichtenhahn mit dem akademischen Beinamen Cleombrotus I. als Mitglied (Matrikel-Nr. 240) in die Leopoldina aufgenommen. Er gehörte der Sektion Medizin an.

## Werke
- Lichtenhahn David und Christina Sabina Wedel: Vindicta Morbonae Quam In Acerbissimo Funere Feminae ... Christinae Sabinae Avemannin ... Coniugis ... Dn. Georgii Wolffgangi Wedelii, Med. D. P. P. Medici Ducalis Saxonici ... Ipso Exequiarum Die VII. Id. Mart. An. ... M DC LXXIX. In Condolentis ... Animi Argumentum Praeceptori ... Offert David Lichtenhahn, Schnebergensis 1679. Digitalisat
- Davidis Lichtenhanii: De Religione Gentium, Inprimis Romanorum, In Peste, Dissertatio Parergica, 1681. Digitalisat
- Lichtenhahn, David: Brief an Johann Georg Volckamer, 1684. Digitalisat